# Mikuláš II. Drašković z Trakošćanu
Mikuláš II. Drašković z Trakošćanu (chorvatsky Nikola II. Drašković trakošćanski, maďarsky Draskovics II. Miklós, německy Nikolaus II. Graf Draskovich von Trakostjan, 1625 (?) - 8. října 1687) byl chorvatský šlechtic z rodu Draškovićů. Zastával úřady královského a císařského komorníka, tajného rady, dvorního soudce a župana Mošonské župy. V císařské armádě sloužil jako velitel jezdectva.

## Život
Mikuláš II. Drašković se narodil jako syn Jana (Ivana) III. Draškoviće (1595 nebo 1603-1648) a jeho manželky Barbory roz. Thurzové. Otec v letech 1640-1648 zastával úřad chorvatského bána a dosáhl vysoké hodnosti uherského palatina (1646-1648).
Mikuláš měl mladšího bratra Jana IV. (* kolem roku 1630 - 1692), se kterým společně studovali na univerzitě v Bologni a sestry Barboru, Kateřinu a Julianu. Po studiích byl jmenován do několika státních a vojenských úřadů. Rovněž se účastnil bojů proti Turkům.
Mikuláš Drašković byl třikrát ženatý. Ze druhého manželství s Kristýnou Nádasdyovou z roku 1667 měl tři děti
- Pavla
- Kateřinu
- Adama Františka T později zdědili jeho majetek. Jelikož prvorozený Pavel zemřel jako mladý a bez potomků, pokračovatelem rodu se stal Adam František a jeho děti, přesněji vnuk Leopold.

Jeho druhou manželkou byla hraběnka Kristýna Nádasdyová, dcera zemského soudce Františka III. Nádasdyho. Tímto sňatkem se upevnilo spojení mezi rody Draškovićů s mocným a váženým uherským rodem Nádasdyů. Jeho tchán byl jedním z hlavních účastníků Vešeléniho spiknutí, který byl 30. dubna 1671 popraven, stejně jako Petr Zrinský.
Do jaké míry se na spiknutí aktivně podílel sám Mikuláš, nebylo možné později s jistotou určit, ovšem přímé následky po krachu spiknutí nenesl. Na rozdíl od něj stále odhodlaněji a otevřeněji vzdoroval spiklencům jeho bratr Jan IV. .
V roce 1673 stál Mikuláš v čele doprovodu královské nevěsty Klaudie Felicitas, která přijela z Tyrolska do Vídně, aby se zde provdala za krále Leopolda I. Habsburského. Během svého života se zúčastnil četných tažení habsburské armády proti Turkům, mezi nimiž se vyznamenal zejména v bitvě u Körmendu, na Rábě a při osvobození Budína v roce 1686.
Za svého života byl Mikuláš známý také jako sběratel starožitností a numismatik.
Mikuláš II. Drašković z Trakošćanu zemřel náhle na konci roku 1687, pravděpodobně na infarkt, ačkoli tehdy bylo podezření, že byl otráven za údajnou podporu Vešeléniho spiknutí. Mikulášova rodová větev rodu Draškovićů existovala až do roku 1792, kdy zemřel jeho pravnuk Norbert. Potomci jeho bratra Jana IV. žijí dodnes.